# Assam-Makak

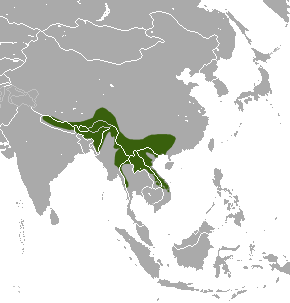
Das Verbreitungsgebiet des Assam-Makaken

Der Assam-Makak oder Bergrhesus (Macaca assamensis) ist eine Primatenart aus der Gattung der Makaken innerhalb der Familie der Meerkatzenverwandten (Cercopithecidae), die im nördlichen Südasien und nördlichen Südostasien verbreitet ist.

## Merkmale
Weibchen des Assam-Makaken erreichen eine Kopf-Rumpf-Länge 43 bis 59 cm, haben einen 17 bis 29 cm langen Schwanz und wiegen 4,9 bis 8,7 kg. Bei den Männchen beträgt die Kopf-Rumpf-Länge 53 bis 73 cm, der Schwanz ist 19 bis 36 cm lang und sie erreichen ein Gewicht von 7,9 bis 16,5 kg. Es besteht also ein deutlicher Geschlechtsdimorphismus, der bei dieser Art auch deutlicher ausgeprägt ist als bei anderen Makaken der Macaca sinica-Artengruppe. Der Assam-Makak ist auch die größte Art dieser Gruppe. Das Fell ist auf dem Rücken, an den Rumpfseiten und den Außenseiten der Gliedmaßen bräunlich, variierend von goldbraun bis dunkelbraun gefärbt. Auf den Schultern sind die Haare in der Regel länger und heller gefärbt als im unteren bzw. hinteren Rückenbereich. Am Bauch und der Innenseite der Gliedmaßen sind die Haare weißlich bis cremefarben und das Haar ist weniger dicht. Haarlose Stellen am Bauch sind hellblau. An den Wangen ist das Haar weißlich und bei älteren Exemplaren entwickelt sich ein Backenbart. Das Gesicht ist nur wenig behaart; die Haut an der Schnauze ist bräunlich bis leicht purpurn und über den Augen ist die Haut rosafarben bis weißlich.

## Systematik und Verbreitung
Der Assam-Makak wurde 1839 durch den englischen Mediziner und Naturforscher John McClelland erstmals wissenschaftlich beschrieben. Innerhalb der Gattung der Makaken gehört der Assam-Makak zur M. sinica-Gruppe, zu der außerdem der Weißwangenmakak (M. leucogenys), der Arunachalmakak (M. munzala), der Tibetmakak (M. thibetana), sowie der Indische Hutaffe (M. radiata) und der Ceylon-Hutaffe (M. sinica) gehören.
Es werden zwei Unterarten unterschieden.
- Macaca assamensis assamensis kommt in Höhen von 200 bis 2750 Metern östlich des Brahmaputras im Nordosten von Indien (östliches Arunachal Pradesh, östliches Assam, Manipur, Meghalaya, Mizoram, Nagaland und Tripura), im Norden und Osten von Myanmar, im Norden und Westen von Thailand südlich bis zur Provinz Kanchanaburi, in Laos und im Norden von Vietnam, sowie im Südwesten Von China (Südosten von Tibet, Südwesten von Yunnan, Guizhou und Südwesten von Guangxi).[1]

- Macaca assamensis pelops lebt in Nepal, in Sikkim, im Norden von Westbengalen, im westlichen Assam und in Bhutan westlich des Manas. Im Himalaya geht die Unterart bis in Höhen von 3100 Metern. Eine kleine Reliktpopulation kommt in den Sundarbans an der Küste des südwestlichen Bangladesch vor. Das Verbreitungsgebiet dieser Unterart ist stark fragmentiert.[1]

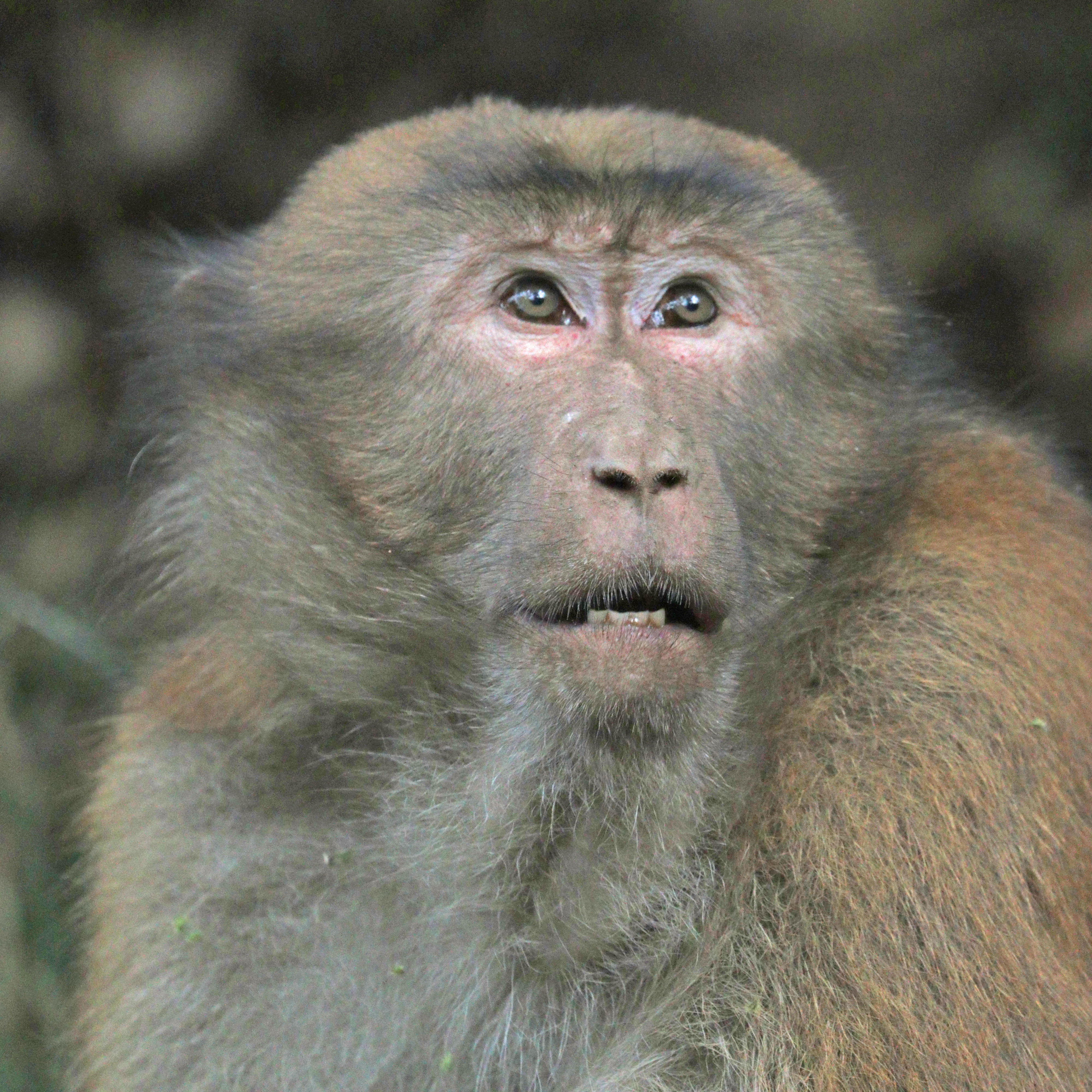
Männchen in einem Wald in der Nähe von Nagarjun in Nepal

Die in Nepal lebende Population des Assam-Makaken unterscheidet sich sowohl morphologisch als auch genetisch von ihren weiter östlich lebenden Verwandten und ist wahrscheinlich eine eigenständige Makakenart. Nach Vergleichen bestimmter Genloci auf der mitochondrialen DNA und auf der DNA des Y-Chromosoms ist diese Population näher mit dem Arunachalmakaken (M. munzala) und dem Weißwangenmakaken (M. leucogenys) verwandt als mit den übrigen Population des Assam-Makaken. Schwesterart des Assam-Makaken und damit der nächste Verwandte ist der Tibetmakak (M. thibetana).

## Lebensraum und Lebensweise

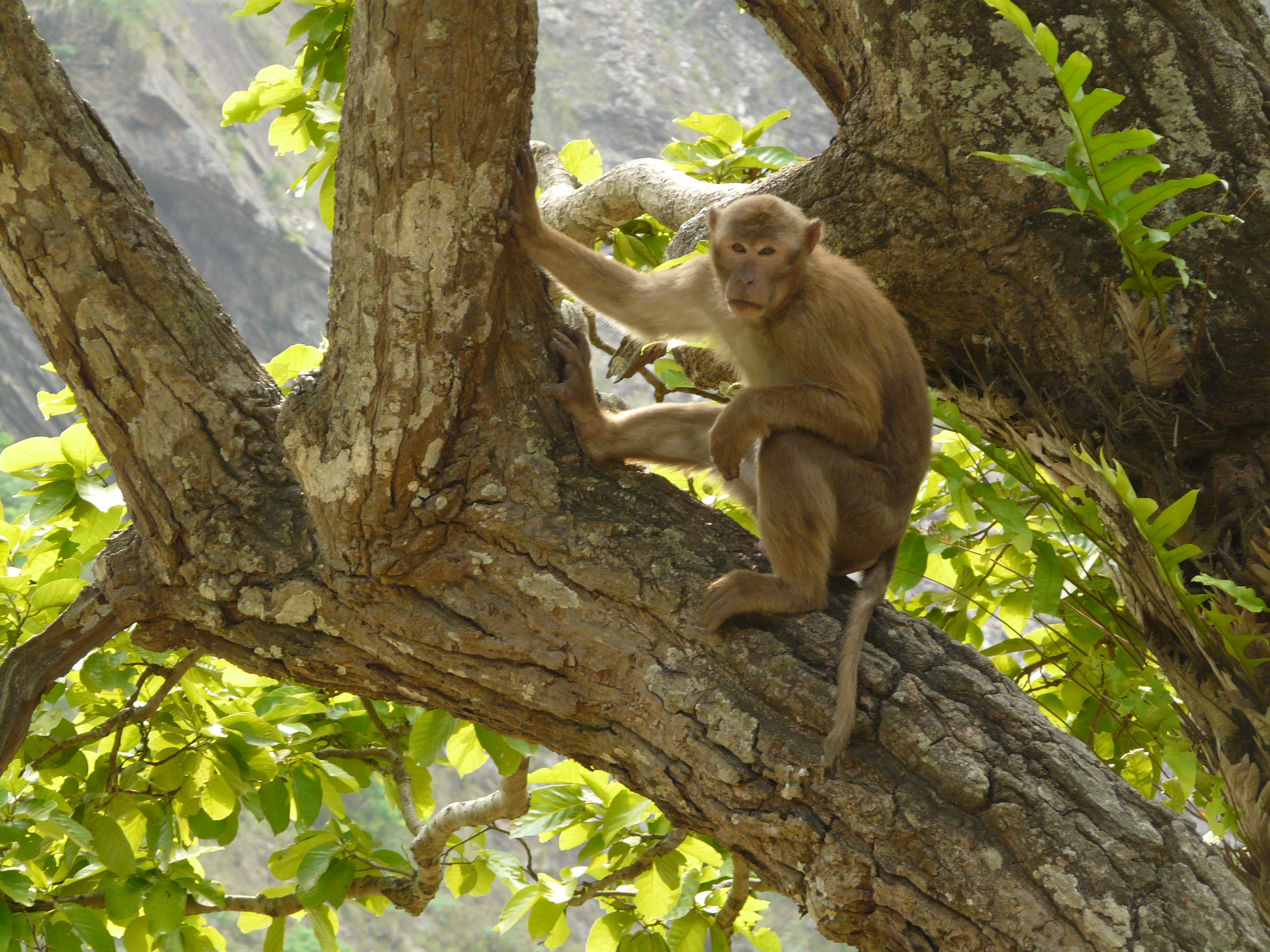
Assam-Makak

Der Assam-Makak kommt in immergrünen Bergregenwäldern, im westlichen Thailand auch in immergrünen Trockenwäldern und Bambusdickichten vor. Bereiche mit großen Felsen oder Karstkegeln und spärlicher Vegetation, möglichst in der Nähe von Wasserstellen, werden wahrscheinlich bevorzugt zur Nachtruhe aufgesucht. Die Affen werden nur selten auf dem Erdboden gesehen und leben in Gruppen mit mehreren Männchen, mehreren Weibchen und den Jungtieren. Die Gruppengröße liegt durchschnittlich bei etwa 20 Exemplaren (minimal 7, maximal 70). In Bhutan und Nepal wurden auch einzelne Exemplare gesichtet, vermutlich Männchen. Wie die meisten Affen sind sie relativ standorttreu; in einigen Gebieten wechseln die Tiere aber zwischen höheren Regionen im Sommer und tiefer gelegenen im Winter. Im westlichen Thailand, wo die Affen in Trocken- und Bambuswäldern vorkommen, unternehmen sie kurze Wanderungen um nur saisonal zur Verfügung stehende Früchte nutzen zu können.
Assam-Makaken ernähren sich vor allem von allerlei pflanzlichen Bestandteilen, verschmähen wahrscheinlich aber auch Insekten oder kleine Wirbeltiere nicht. Sie fressen Blätter, Bambusschößlinge, Früchte, Samen, Wurzeln und Rhizome von Epiphyten und Blüten. Im Distrikt Darjeeling im indischen Bundesstaat Westbengalen wurde beobachtet, dass sie 63 unterschiedliche Pflanzenarten fraßen, davon waren 52 wild wachsende Arten, der Rest waren vom Menschen kultivierte Pflanzen. Eine in der Nähe von Siedlungen lebende Gruppe ernährte sich zu 90 % von Kulturpflanzen und ihren Früchten, darunter waren Bananen, Orangen, Äpfel, Mangos, Guaven, Papayas, Litschis, Gurken und Tomaten. Außerdem wurde Reis, Brot, Kekse, Erdnüsse und Melasse gefressen. Über die Fortpflanzung ist wenig bekannt. Die Weibchen sind promiskuitiv. Die grau, blau oder purpurfarbene Regelschwellung in ihrer Gesäßregion ist nur mäßig ausgeprägt. Assam-Makaken paaren sich wahrscheinlich während der Trockenzeit (Winter) und gebären ihr einzelnes Jungtier nach einer rund 165-tägigen Tragzeit in der Regenzeit (Sommer). Die maximale Lebensdauer eines in menschlicher Obhut gehaltenen Exemplars liegt bei 28 Jahren.

## Gefährdung
Die Hauptbedrohung der Assam-Makaken stellt die Vernichtung ihres Lebensraumes dar. Insgesamt wird die Art von der IUCN als potenziell gefährdet (near threatened) gelistet. Die östliche Unterart (M. a. assamensis) ist noch häufiger aber die westliche Unterart (Macaca assamensis pelops) ist auf mehrere Restgebiete verstreut und ist laut IUCN stark gefährdet (endangered). In Nepal gibt es nur noch rund 300 Tiere und da diese Population wahrscheinlich eine eigenständige Art darstellt sind hier besondere Schutzbemühungen erforderlich.
In Nepal werden die Affen von den Raute, einer nomadisch lebenden nepalesischen Ethnie gejagt. Dem Fleisch der Assam-Makaken wird von ihnen auch heilende Wirkung zugeschrieben. Ihre Haut wird außerdem zu Trommeln verarbeitet.